# Bărbat (voievod)
Bărbat a fost fiul lui Seneslau si fratele si succesorul voievodului Litovoi, ale cărui teritorii cuprindeau partea de nord a Olteniei.

## Viața
În 1277  (sau între 1277 și 1280), voievodul Litovoi a respins suzeranitatea regelui Ladislau al IV-lea Cumanul (1262–1290) când regele a revendicat anumite teritorii pentru coroană, Litovoi refuzând să plătească tribut. Regele Ladislau a trimis o forță punitivă, iar Litovoi a fost ucis în timpul bătăliei împotriva armatei ungare (c. 1279). 
Bărbat,  fratele lui Litovoi, a fost luat prizonier și trimis la curtea regală, unde a fost forțat nu numai să plătească o răscumpărare, ci și să recunoască stăpânirea maghiară. După ce Bărbat a acceptat suzeranitatea maghiară sub constrângerea circumstanțelor, s-a întors în țara sa. 
Toate aceste evenimente sunt relatate în scrisoarea de donație a regelui din 8 ianuarie 1285, în care regele Ladislau al IV-lea a donat sate din comitatul Sáros (astăzi în Slovacia) către Maestrul George, fiul lui Simon, care fusese trimis împotriva lui Litovoi.
Pe la 1285 era încă voievod (al "țării Lytua"). 